# فادي الخطيب
فادي الخطيب (18 ديسمبر 1979 - ) لاعب كرة سلة لبناني محترف لنادي المريميين الشانفيل الرياضي في دوري كرة السلة اللبناني، يعتبر من أفضل لاعبي كرة السلة في آسيا، شارك مع المنتخب اللبناني لكرة السلة في بطولة كأس العالم لكرة السلة 2002 في إنديانابوليس بالولايات المتحدة، وفي كأس العالم لكرة السلة 2006 في اليابان، وفي كأس العالم 2010 في تركيا.

## احترافه
في 1997 انضم الخطيب إلى نادي الحكمة الرياضي، في البداية كان عقده مع النادي لمدة ثلاث سنوات؛ ثم تم تجديده ليكون 7 سنوات، خلال هذه الفترة لعب بجانب اللاعب المخضرم إيلي مشنتف، وتعامل مع رجل الأعمال المموّل أنطوان شويري، وحصل الخطيب مع نادي الحكمة على كأس لبنان لكرة السلة 7 مرات، منها بطولة الأندية العربية لكرة السلة مرتين، وثلاثة ألقاب لكأس أبطال آسيا لكرة السلة، ثم انتقل في 2002 إلى نادي الاتحاد، وبعدها إلى نادي بلو ستار، ثم انضم إلى نادي الرياضي بيروت، حيث ساعد الفريق على تحقيق أول كأس أبطال آسيا للنادي عام 2011، وبعد ذلك حصل على لقب الدوري اللبناني لكرة السلة في موسم 2014/2015 ضد نادي بيبلوس. وهو يلعب الآن مع نادي المريميين الشانفيل الرياضي.

## المنتخب الوطني
بدأ فادي الخطيب اللعب مع المنتخب اللبناني لكرة السلة عام 1999، وساعد لبنان في التأهل لأول مرة إلى بطولة آسيا 1999، وحصلوا على المركز السابع، ثم تأهل المنتخب اللبناني إلى بطولات آسيا في الأعوام 2001 و2005 و2007، وساعد الخطيب لبنان في الوصول على المركز الثاني والمركز الرابع في عامي 2003 و2009، كما شارك في تأهل لبنان لكأس العالم لكرة السلة ثلاث مرات، وقاد الخطيب لبنان في أمله في التأهل إلى الألعاب الأولمبية الصيفية لعام 2008. في الفترة الزمنية التي قضاها مع المنتخب الوطني تم تصنيف الخطيب كواحد من أفضل 10 هدافين في بطولتي العالم التي شارك فيها ووصل بها المنتخب اللبناني في المركز العاشر في عام 2002، والثامن في عام 2006. اعتزل الخطيب اللعب مع المنتخب اللبناني في عام 2017.

## وصلات خارجية
- فادي الخطيب على موقع الاتحاد الدولي لكرة السلة (الإنجليزية)
- فادي الخطيب على موقع كرة السلة الأوروبية.كوم (الإنجليزية)
- فادي الخطيب على موقع ريلجم (الإنجليزية)
- فادي الخطيب على موقع بروبوليرز (الإنجليزية)
- فادي الخطيب على موقع سبورتس رفرنس (الإنجليزية)
- نبذة عن اللاعب على شبكة الاتصالات العالمية. InterBasket.net
- نبذة عن اللاعب على شبكة الاتصالات العالمية. Asia-Basket.com (الاشتراك مطلوب)